# Condado de Stark (Illinois)
El condado de Stark es un condado estadounidense, situado en el estado de Illinois. Según el censo de los Estados Unidos del 2000, la población es de 6332 habitantes. La cabecera del condado es Toulon. 

## Geografía
Según la Oficina del Censo de los Estados Unidos, el condado tiene un área total de 746 km² (288 millas²). De éstas 746 km² (288 mi²) son de tierra y  0.8 km² (0.5 mi²) son de agua.  

### Colindancias
- Condado de Bureau - norte
- Condado de Marshall - este
- Condado de Peoria - sur
- Condado de Knox - oeste
- Condado de Henry - noroeste

## Historia
El condado de Stark se separó de los condados de Knox y Putnam  en 1839, su nombre es en honor de John Stark, general del Ejército Continental durante la guerra de Independencia de los Estados Unidos.

## Demografía
Según el censo del año 2000, hay 6332 personas, 2525 cabezas de familia, y 1764 familias que residen en el condado. La densidad de población es de 8 hab/km² (22 hab/mi²). La composición racial tiene:
- 97.78% Blancos (No hispanos)
- 0.85% Hispanos (Todos los tipos)
- 0.06% Negros o Negros Americanos (No hispanos)
- 0.14% Otras razas (No hispanos)
- 0.19% Asiáticos (No hispanos)
- 0.79% Mestizos (No hispanos)
- 0.19% Nativos Americanos (No hispanos)
- 0.04% Isleños (No hispanos)

Hay 2525 cabezas de familia, de los cuales el 30.30 % tienen menores de 18 años viviendo con ellos, el 60 % son parejas casadas viviendo juntas, el 7 % son mujeres que forman una familia monoparental (sin cónyuge), y 30.10% no son familias. El tamaño promedio de una familia es de 3 miembros.
En el condado el 25.10% de la población tiene menos de 18 años, el 6.80% tiene de 18 a 24 años, el 25.20% tiene de 25 a 44, el 23.70% de 45 a 64, y el 19.20% son mayores de 65 años. La edad media es de 40 años. Por cada 100 mujeres hay 93.20 hombres. Por cada 100 mujeres mayores de 18 años hay 90.10 hombres.
Tabla de la evolución demográfica:
|       | 1900   | 1910   | 1920 | 1930 | 1940 | 1950 | 1960 | 1970 | 1980 | 1990 | 2000 |
| ----- | ------ | ------ | ---- | ---- | ---- | ---- | ---- | ---- | ---- | ---- | ---- |
| TOTAL | 10 186 | 10 098 | 9693 | 9184 | 8881 | 8721 | 8152 | 7510 | 7389 | 6534 | 6332 |

## Economía
Los ingresos medios de un cabeza de familia el condado es de $35 826 y el ingreso medio familiar es $43 410. Los hombres tienen unos ingresos medios de $30 774 frente a $22 146 de las mujeres. El ingreso per cápita del condado es de $16 767. El 8.60% de la población y el 6.30% de las familias están debajo de la línea de pobreza. Del total de gente en esta situación, 11.20% tienen menos de 18 y el 8% tienen 65 años o más.

## Ciudades y pueblos
| - Bradford - La Fayette - Toulon - Wyoming - Broadmoor | - Castleton - Lombardville - Modena - Monica - Saxton | - Speer - Duncan - Elmira - Morse - Osceola | - Stark - West Jersey |

## Sitios de interés
| - Iglesia Unida Metodista - Iglesia Congregacional - Iglesia Bautista de la fe - Iglesia Católica Santo Domingo - Iglesia del Nazareno | - Iglesia Luterana - Lago Allendale - Lago Kepler - Lago Marsh - Alcaldía del condado | - Librería Toulon - Parque Hodges - Río Fork Spoon - Cementerio West Jersey Methodist - Cementerio Osceola Grove |